# 2018年平昌オリンピックのジャマイカ選手団
2018年平昌オリンピックのジャマイカ選手団（2018ねんピョンチャンオリンピックのジャマイカせんしゅだん）は、2018年2月9日から25日まで大韓民国江原道平昌で開催された2018年平昌オリンピックのジャマイカ選手団の名簿、及びその競技結果。

## 選手団
- 人員: 選手 3人
- 開会式旗手: ジャズミン・フェンレイター＝ヴィクトリアン

## 種目別選手・スタッフ名簿及び成績

### ボブスレー
- 女子2人乗り 3:25.94、19位

- ジャズミン・フェンレイター＝ヴィクトリアン、キャリー・ラッセル

### スケルトン
- アンソニー・ワトソン（男子）2:37.26、29位